# 엑스노트 미니 X140
엑스노트 미니 X140(Xnote Mini X140)는 LG전자가 2010년에 출시한 넷북 컴퓨터이다.